# Corythucha coryli
Corythucha coryli är en insektsart som beskrevs av Henry Fairfield Osborn och Drake 1917. Corythucha coryli ingår i släktet Corythucha och familjen nätskinnbaggar. Inga underarter finns listade i Catalogue of Life.